# Hôpital de Moabit
L'hôpital de Moabit est un hôpital du quartier berlinois de Moabit. Il est créé à la fin du XIXe siècle en tant que centre d'épidémies pour Berlin, mais se transforme rapidement en hôpital spécialisé. Dans les années 1920, il est l'hôpital le plus important hôpital de Berlin après la Charité. Après la reprise de l'hôpital par des médecins nationaux-socialistes et les importantes destructions des bâtiments pendant la Seconde Guerre mondiale, l'hôpital perd sa réputation médicale. D'importants travaux de reconstruction et de transformation suivent certes, mais l'hôpital de Moabit est néanmoins fermé en octobre 2001 dans le cadre de mesures d'économie.

## Histoire

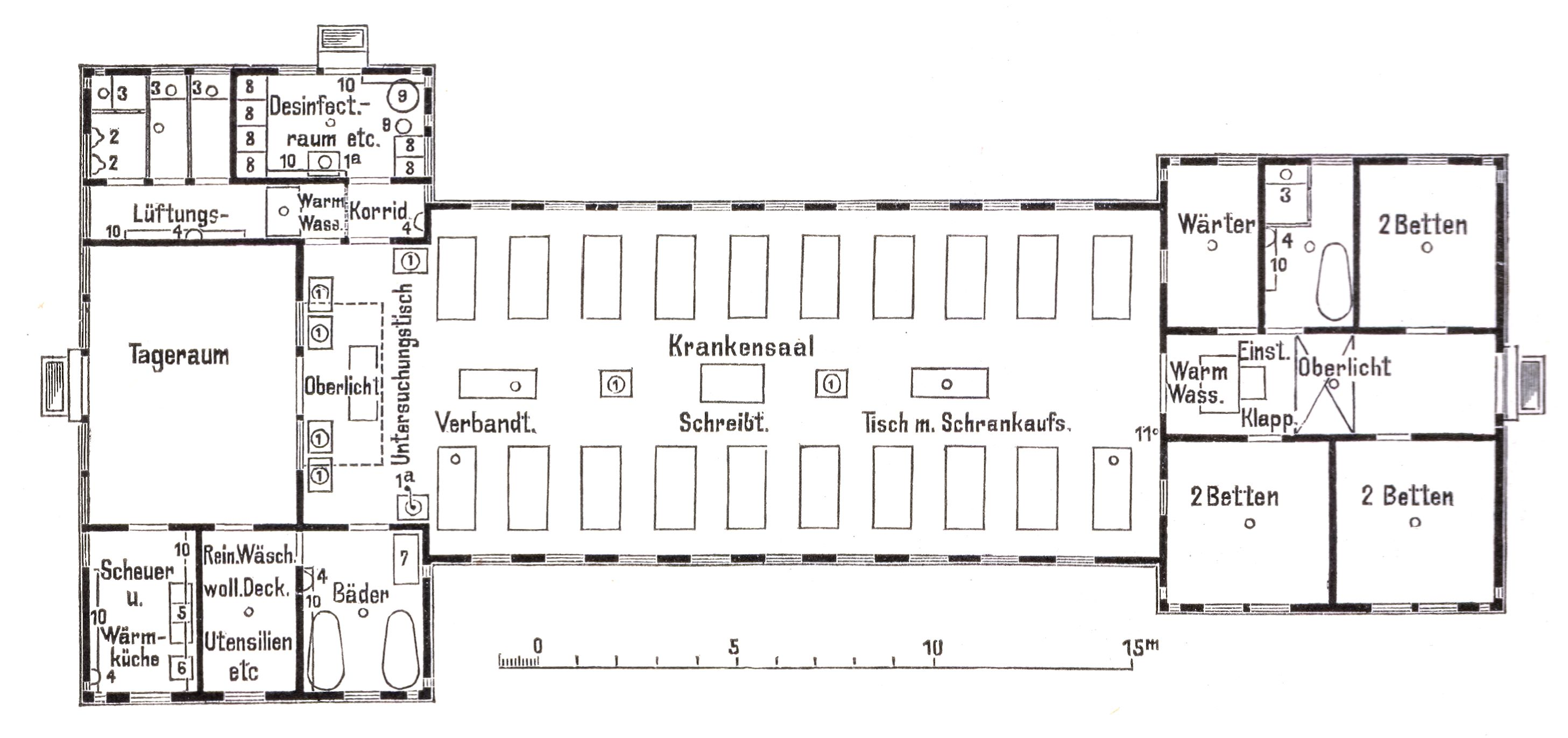
Plan d'une baraque d'hôpital typique de 1896

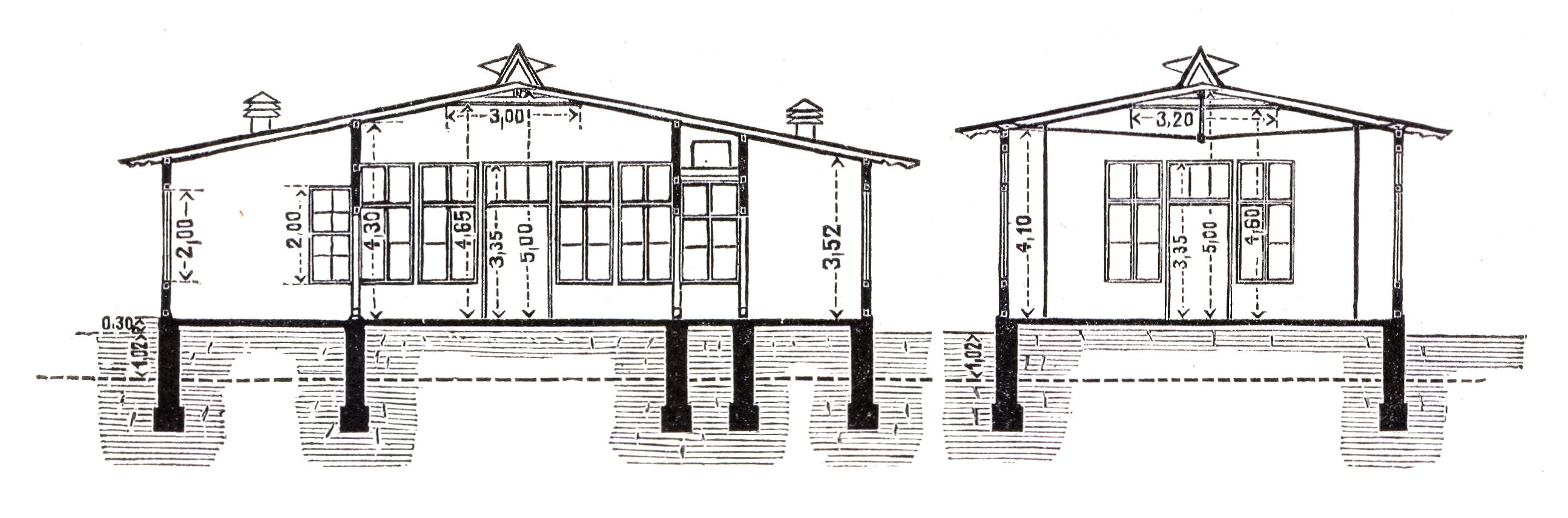
Coupes d'une baraque d'hôpital typique au niveau du local de jour et de l'infirmerie

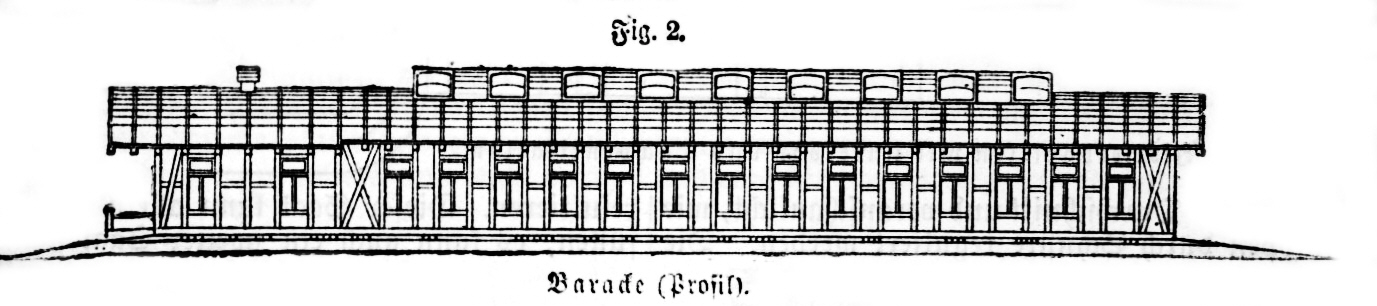
Vue de profil d'une simple baraque d'hôpital

### 1872-1874: hôpital de caserne comme station épidémique
En 1872, à la suite d'une situation d'urgence, l'ordre est donné de construire un lazaret de baraques comme centre d'épidémies de variole. Le ministère de la guerre veut utiliser le terrain précédemment utilisé, le terrain d'exercice de la garnison berlinoise sur le champ de Tempelhof, pour des "exercices de campagne" et fait démolir les baraques qui s'y trouvaient. Une commission de trois personnes, dont le conseiller municipal Rudolf Virchow, désigne des terres agricoles près de Moabit comme nouveau site. Sur une surface de 75.900 mètres carrés, 16 baraques de 30 lits chacune, un bâtiment administratif, une cuisine et une buanderie, une salle des machines, une conciergerie, deux hangars et une morgue sont construits en deux mois selon les plans de l'architecte Adolf Gerstenberg (de).
La construction ne s'est pas faite sans opposition : 1075 habitants de Moab protestent contre le transfert de centaines de malades du choléra, de la variole ou du typhus dans leur région. Selon les données de la magistrature de Berlin, les coûts de construction et d'aménagement s'élèvent à 1.056.114 marks. Les baraques sont construites sur un seul étage et sans cave, car le site n'est initialement prévu que pour être provisoire. L'eau potable de mauvaise qualité est fournie par un puits propre, jusqu'à ce que le raccordement à l'approvisionnement en eau central soit effectué en 1885. Dès le début, les bâtiments sont chauffés à la vapeur à titre d'essai : des conduites d'une longueur totale de 7,5 kilomètres traversent le terrain et fournissent des pièces chaudes et de l'eau chaude pour les bains. Dès 1873, l'installation est complétée par huit baraques supplémentaires et une maison de désinfection. Comme les malades sont encore couchés sur des sacs de paille dans les lits, un incinérateur de paille est construit un an plus tard pour des raisons d'hygiène.
L'ouverture officielle a lieu le 7 mai 1872, mais à cette date, la situation épidémiologique à Berlin s'est déjà fortement améliorée. Le manque de logements parmi la population pauvre entraîne cependant une propagation des maladies contagieuses et des maladies parmi les enfants. Comme toutes les maisons appropriées déclarent en mai 1872 ne plus pouvoir accueillir de patients, l'administration des pauvres ouvre un service pour enfants dans les baraques de Moabit. Jusqu'en octobre, 144 enfants sont soignés et ce n'est qu'en automne, lors de l'apparition d'une épidémie de typhus, que les premiers adultes sont admis. Les maladies du typhus et du choléra contribuent aux 2288 malades traités jusqu'en octobre 1874. Après cette date, l'hôpital général de la ville de Friedrichshain (de) ouvre ses portes et l'hôpital provisoire de Moabit, jugé superflu, est fermé.

### 1875-1932: Hôpital réputé
La fermeture ne dure pas longtemps. "Afin de s'assurer un personnel formé [...] en cas de nouvelles épidémies", les autorités communales décident en août 1875 de rouvrir le site comme hôpital ordinaire. Heinrich Curschmann, qui vient d'obtenir son habilitation, est nommé directeur médical. L'hôpital remplit sa fonction initiale lors de la grande épidémie de typhus berlinois qui a duré de janvier 1879 à l'été.
L'utilisation ultérieure modifie également le caractère du site. De solides bâtiments en briques solides selon les plans de l'officier de construction de la ville Hermann Blankenstein, remplacent progressivement les bâtiments d'origine plutôt provisoires en colombages et briques, au cours d'une transformation qui dure jusqu'en 1896. De nouvelles installations sont construites pour répondre aux nouveaux besoins, comme une baraque d'isolement, un laboratoire et, en 1889, une nouvelle morgue. À cela s'ajoutent, entre autres, une étable pour les animaux de laboratoire et cinq nouvelles baraques sur le côté nord du terrain, portant le nombre total de baraques à 29 - les baraques numérotées de 30 à 34 sont construites vers 1895. Des rails sont installés le long des baraques isolées à partir de la cuisine et des locaux de service, de sorte que les repas peuvent être "poussés dans un chariot jusqu'à la porte".
En 1886, l'hôpital compte 730 lits, quatre médecins-assistants et 43 gardiens. On y traite principalement des malades envoyés par l'administration des pauvres, les caisses de maladie ou les maîtres de service et de travail. Ceux-ci doivent s'engager à payer les frais de cure ou à verser une avance de 52,50 marks. Les cas d'urgence sont admis gratuitement. "Les malades des yeux, de la syphilis et les malades mentaux, ainsi que les femmes enceintes" sont toutefois strictement exclus, car à l'époque, l'accouchement à domicile est considéré comme normal. En revanche, les médecins traitent de nombreuses maladies des organes respiratoires, car Moabit est un quartier industriel où la pollution atmosphérique est importante. Les habitants sont à l'époque pour la plupart de simples ouvriers et c'est ainsi que vers 1884, la caisse des pauvres prend en charge les frais de plus de 82 pour cent des malades. Les dépenses pour les médicaments sont très faibles : en 1890, la pharmacie de l'hôpital indique des montants de 8,4 pfennigs par patient. Cependant, seuls les malades hospitalisés sont pris en charge. Les patients des cliniques externes reçoivent des ordonnances qui doivent être utilisées dans les pharmacies publiques. En 1900, la pharmacie de l'hôpital mentionne "cognac, vin, œufs, extrait de viande" comme deuxième poste de dépenses.

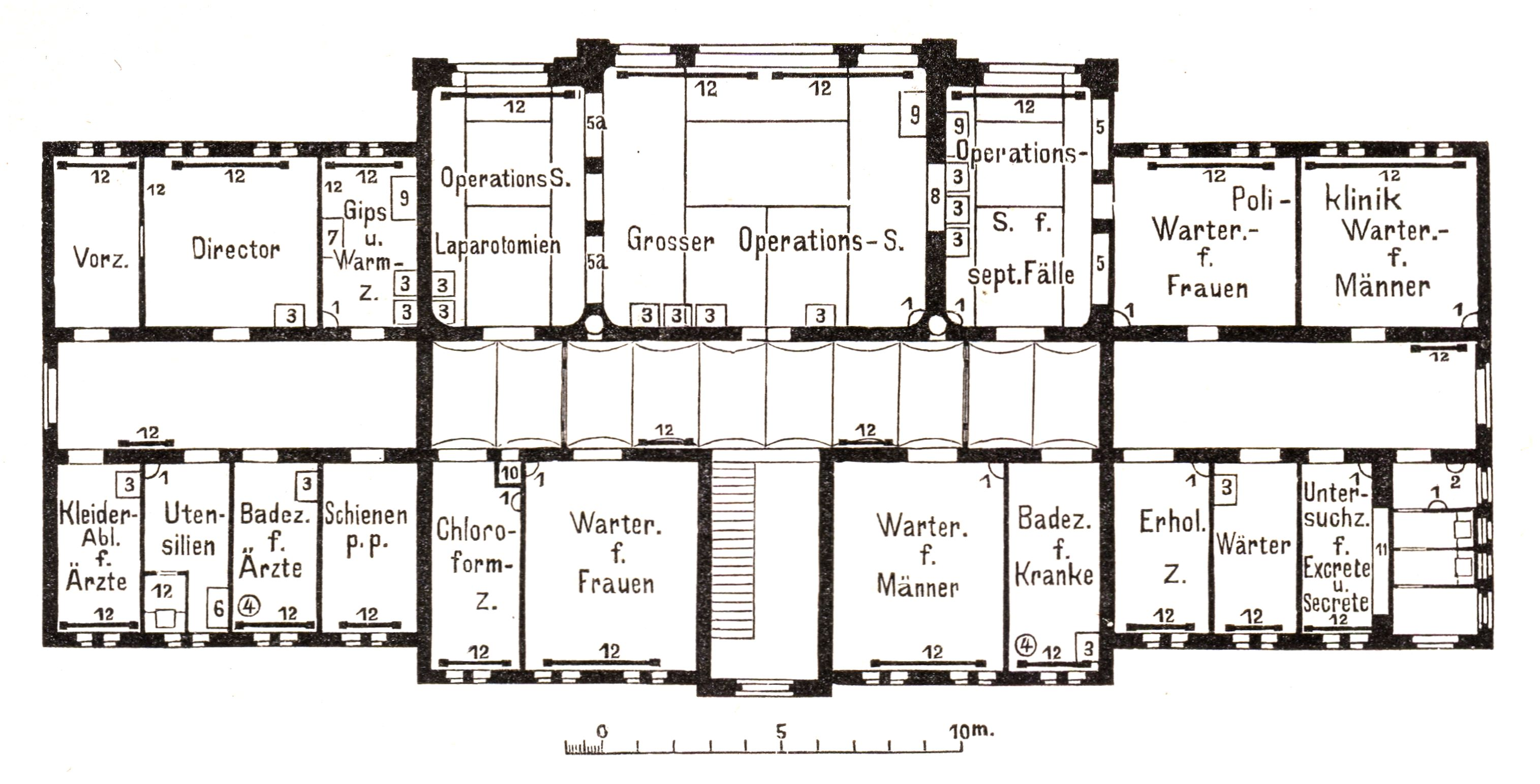
Plan du bloc opératoire (1893-1896)

Dans les années 1880, Robert Koch fait des expériences de désinfection et la stérilisation avec les deux appareils de désinfection par la chaleur de l'hôpital. Vers 1890, cinq baraques avec 150 lits sont mises à sa disposition, dans lesquelles Paul Ehrlich effectue des essais avec la tuberculine pour le traitement de la tuberculose à la demande de Koch. Avec l'ouverture d'un service de chirurgie en avril de la même année, les maladies internes peuvent également être traitées en plus des maladies externes. À cette époque, l'hôpital ne possède pas encore de salles d'opération. Ce n'est qu'après trois ans de travaux qu'un bloc opératoire massif est mis en service le 25 juillet 1896 - y compris des salles d'attente séparées pour les femmes et les hommes.
Afin de pouvoir remplacer les gardiens non qualifiés de l'hôpital, la première école d'infirmières de la ville de Berlin est fondée en 1904. Dès 1890, la création d'un "asile de femmes infirmières" a été suggérée et la question du personnel formé a été soulevée. Selon le conseiller municipal Weigert, il manque aux gardiens masculins "l'humanité qui est inhérente à l'infirmière et qui fait de ses rapports avec les malades un moment agréable". Pour former le futur personnel soignant, la construction de la maison des fonctionnaires avec des salles de classe et de formation commence donc en 1892. Après la création de l'école, les infirmières remplacent tous les gardiens et infirmiers masculins jusqu'en 1914. La supérieure Edith Koehler rapporte : "Partout, les malades accueillent les infirmières avec une grande joie". C'est également Koehler qui fonde en 1904 la première communauté d'infirmières de la ville de Berlin. Peu à peu, de plus en plus de femmes font ainsi leur entrée à l'hôpital. En 1906, la magistrature embauche la première résidente à l'essai.
Weyl se prononce contre les unités privées dans les hôpitaux de la ville lors de l'assemblée municipale de 1908 : "Nous ne connaissons pas de pneumonie ni typhus de première ou de seconde classe !" Néanmoins, en 1911, le premier service pour les malades payant des frais privés est créé avec 60 lits.
Les autres bâtiments sur le site de l'hôpital sont construits à partir de 1907, essentiellement d'après les plans de l'urbaniste Ludwig Hoffmann.

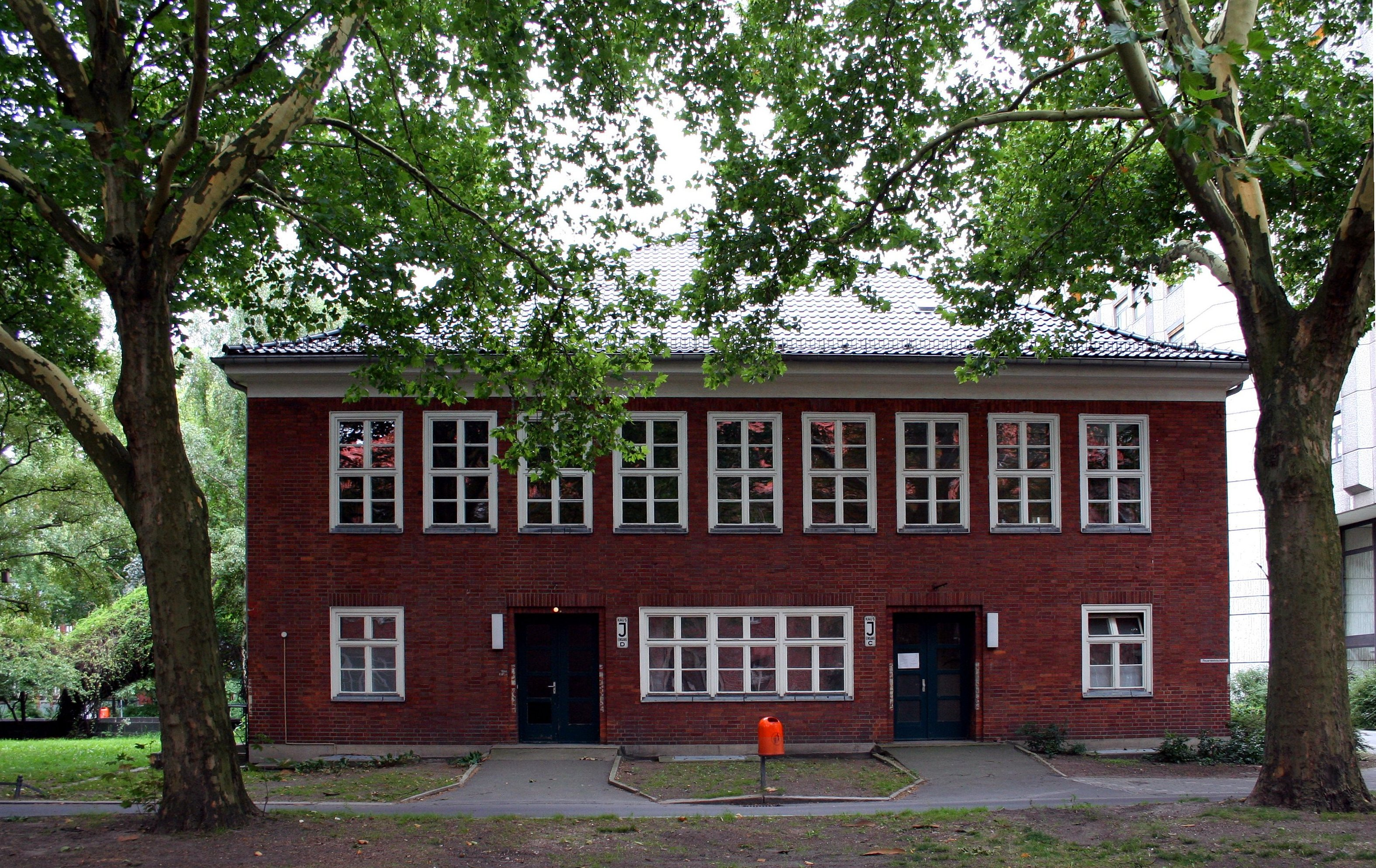
Maison J : bâtiment des amphithéâtres avec grand et petit auditorium, 1937

La qualité des services médicaux de l'hôpital Moabit est si bonne qu'en 1920, c'est le seul hôpital de la ville de Berlin à être élevé au statut d'hôpital universitaire. La IIIe clinique chirurgicale et la IVe clinique universitaire sont créées et un amphithéâtre est construit en 1937. L'hôpital de la ville se hisse ainsi au rang d'hôpital le plus important de Berlin après la Charité. Ses médecins ont également une réputation mondiale : en 1922, Georg Klemperer (de) et Moritz Borchardt (de) sont appelés à Moscou pour retirer une balle du cou de Lénine qui a été tirée dans une tentative d'assassinat. Le président du Reichstag, Paul Löbe se fait opérer de l'appendicite par Borchardt.
Le médecin de l'administration fait installer un service de consultation pour femmes enceintes et sexuelles, après que l'hôpital ait été placé sous la responsabilité du service de santé du Tiergarten en 1924. Des centres d'assistance pour les alcooliques et les "toxicomanes" ouvrent également dans les locaux. L'addiction est peu à peu considérée comme une maladie qu'il faut soigner et non punir. L'hôpital devient alors un "lieu de santé publique communal", qui abrite également des services d'assainissement pour les tuberculeux et les infirmes, le bureau des sages-femmes de l'arrondissement et une clinique dentaire scolaire.

### 1932-1945: «bruit de sabre» des nationaux-socialistes

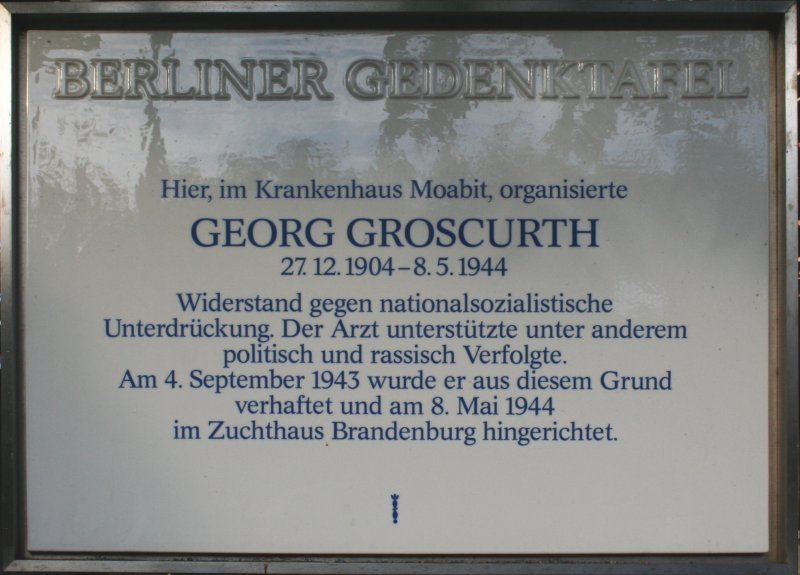
Plaque commémorative de Berlin pour Georg Groscurth à l'entrée de la Turmstraße

Au début des années 1930, les victimes des batailles politiques de rue et de salle dans le quartier de Moabit sont admises à l'hôpital, dont Herbert Norkus en 1932, qui succombe à ses blessures et dont l'histoire est reprise dans le film de propagande Le Jeune Hitlérien Quex.

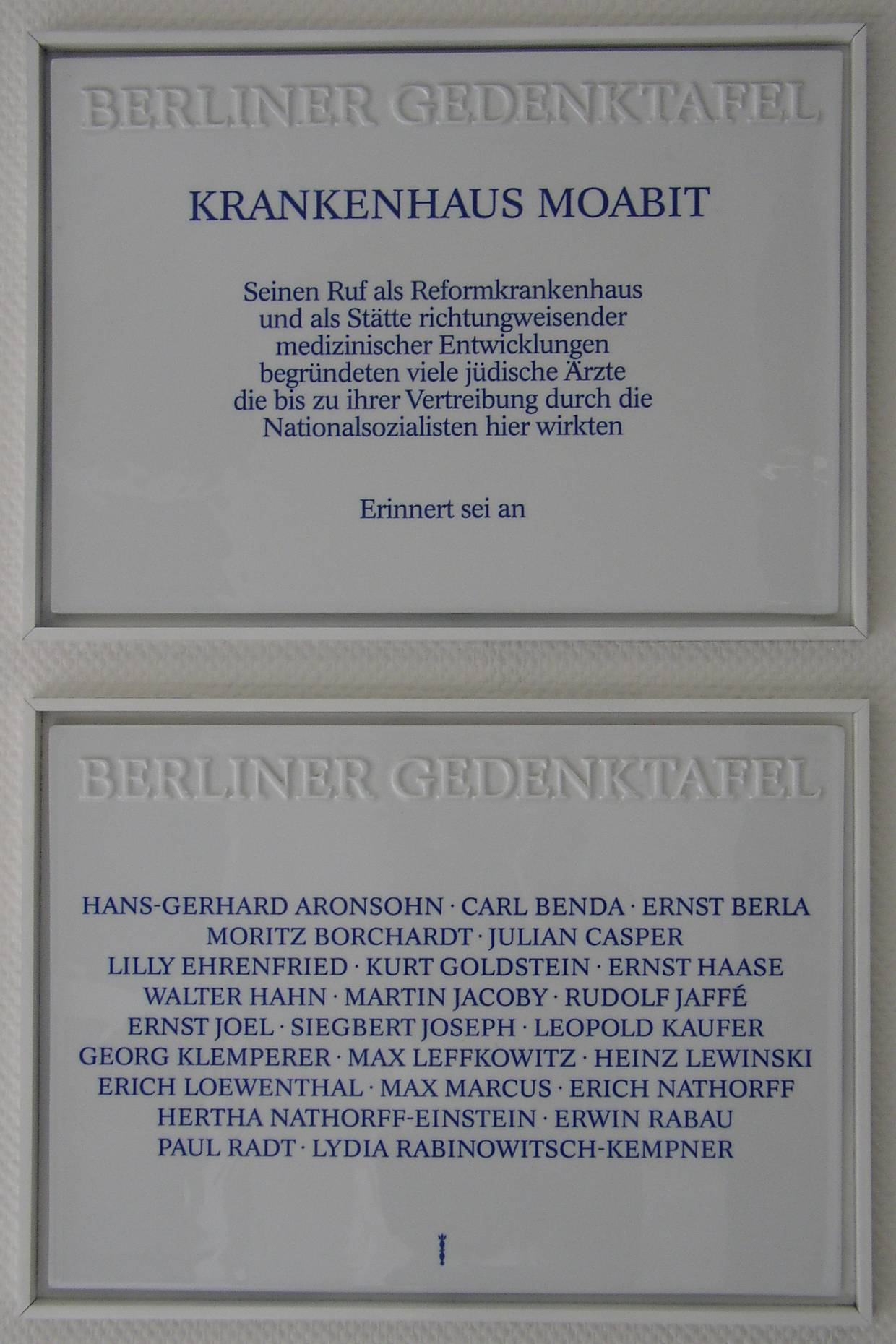
Plaque commémorative de Berlin (dans l'entrée K du bâtiment M)

Sur ordre des tribunaux de santé héréditaire, des stérilisations forcées sont également pratiquées à l'hôpital de Moabit. Entre autres choses, les alcooliques sont stérilisés en tant que "patients convenables" - des listes dans lesquelles ils ont été enregistrés au bureau d'aide sociale de l'hôpital avant 1933 simplifient le travail des nationaux-socialistes. Les femmes ayant des problèmes de comportement, y compris les personnes faibles d'esprit, les schizophrènes et les maniaques maniaco-dépressifs, sont rendues stériles par la castration aux rayons X après 1936.
Lorsque la guerre éclate en 1939, un hôpital de réserve est créé, certains membres du personnel masculin sont appelés sous les drapeaux et des infirmières sont affectées aux soins des blessés. Les premiers dommages causés par les bombes sont subis par le pavillon chirurgical lors des raids aériens en novembre 1940 sur le pavillon chirurgical, alors seulement la priorité est donnée à la construction d'abris. Un bunker chirurgical est également construit à cette époque, qui est utilisé pour la radiothérapie après la guerre. D'autres départements sont déplacés vers des bâtiments environnants, comme des écoles vacantes. Un hôpital alternatif pour les patients se trouve à Buch, si bien que malgré les douze bombes au total, on ne déplore que six morts au cours de la guerre. La situation est pire pour les bâtiments eux-mêmes : La plupart d'entre eux ont déjà été détruits en 1943 par les bombardements en tapis .

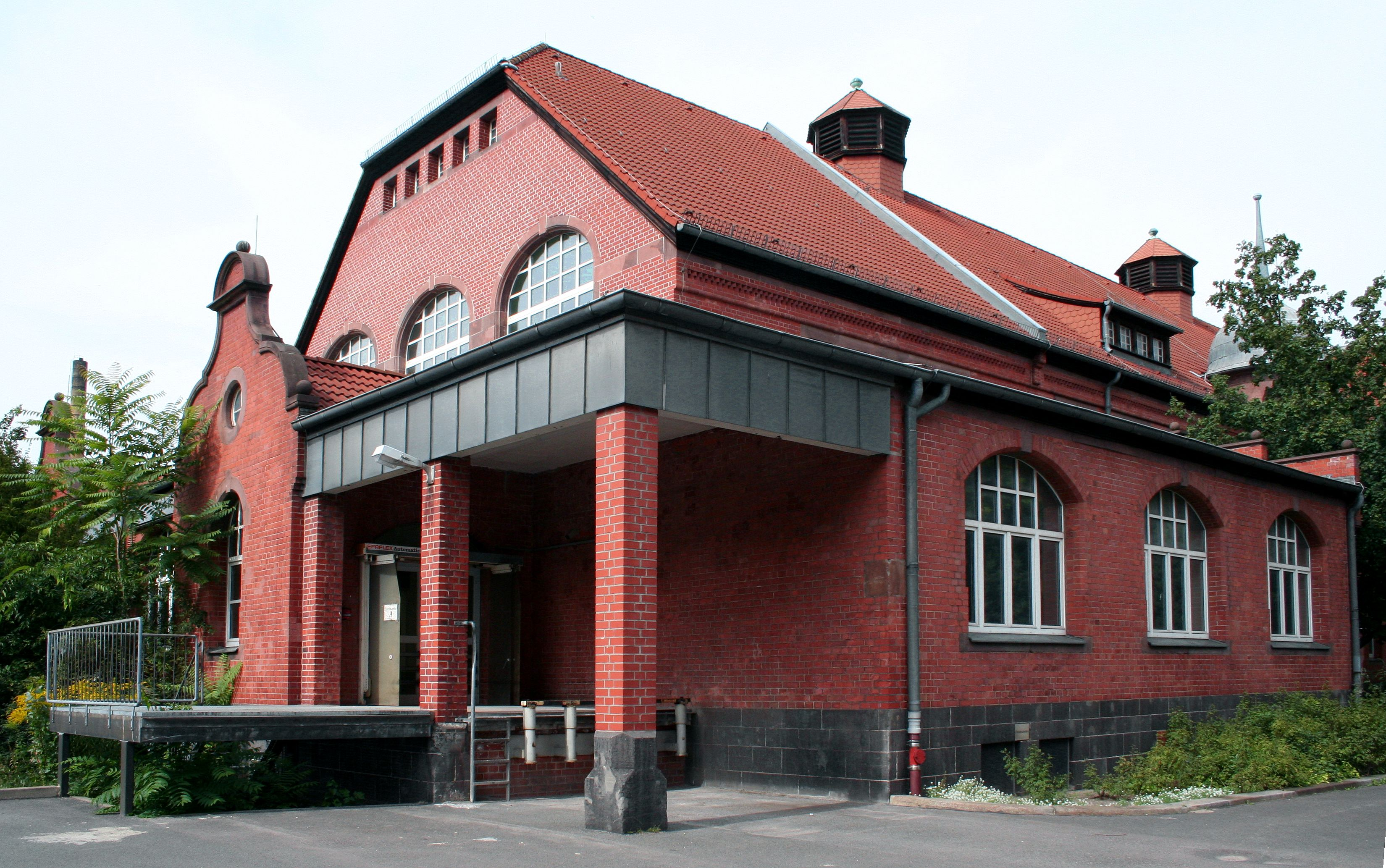
Maison D : ancien bâtiment de la cuisine (1899-1902)

### 1945-1985: reconstruction
Sur les 1850 lits disponibles avant la Seconde Guerre mondiale, seuls 340 sont encore utilisables à la fin du conflit. À cela s'ajoute le manque de médecins dû à la dénazification et qui doit être compensée par les rapatriés et les réfugiés. De plus, l'armée soviétique ordonne la création d'un département des maladies vénériennes, car de nombreuses femmes violées sont amenées après l'heure zéro. Il manque beaucoup de choses : en 1946, l'administratrice du linge rapporte que les blouses, les draps et même le fil pour les raccommoder ne sont pas disponibles - ce n'est qu'après 1950 que les patients ne doivent plus apporter leurs propres draps. Pour l'hospitalisation des malades, on utilise d'abord des hôpitaux auxiliaires dans le couvent des Dominicains, ainsi que dans les rues Oldenburger et Waldenser, et des lits de chirurgie sont installés dans l'ancienne tour antiaérienne du zoo. D'autres parties de l'hôpital sont installées dans une ancienne clinique privée et dans des écoles.
Dans le cadre de la reconstruction, l'hôpital retrouve son ancien nom d'hôpital de la ville de Moabit en 1947. Les locaux de remplacement doivent bientôt être abandonnés, les écoles, par exemple, sont évacuées la même année. La tour antiaérienne est dynamitée et démantelée, et tous les hôpitaux auxiliaires sont dissous jusqu'en 1950. L'espace se fait de plus en plus rare et la reconstruction des bâtiments sur le site principal de la Turmstraße (de) n'avance que très lentement. Les travaux de remplacement des bâtiments détruits se poursuivent jusque dans les années 1970. Cette phase s'achève en 1977 avec la démolition du bâtiment administratif et la construction d'un nouveau bâtiment pour le service de santé.

### 1985–2001: Résistance à la fermeture
Pendant 16 ans au total, l'hôpital résiste à la menace de fermeture que les caisses d'assurance maladie prévoyaient pour réduire les coûts. Le nombre de lits est presque divisé par deux, la forme juridique est modifiée à plusieurs reprises, un centre de chirurgie ambulatoire est créé et les durées d'hospitalisation sont de plus en plus réduites
Dès 1985, le Sénat de Berlin a annoncé son intention de fermer. Les hôpitaux Lazarus et Paul-Gerhardt-Stift (de), également touchés, sont donc déplacés de Wedding à Moabit et fondent le 18 décembre 1986, avec l'hôpital de la ville, la société Krankenhaus Moabit GbR. Ce groupement urbain et diaconal est transformé en 1997 en une société d'utilité publique, l'hôpital Moabit gGmbH. Les statistiques de cette année-là font état de 695 lits, 1 256 employés et 21 886 patients traités. Mais dès 1998, l'hôpital est à nouveau considéré comme candidat à la fermeture dans l'expertise externe Beske, ce qui est confirmé par le plan hospitalier du Sénat en 1999. Le 31 octobre 2001, l'hôpital de Moabit est définitivement fermé et 752 employés sont licenciés.

### Depuis 2001: usage courant
La gestion du site est transférée le 1er janvier 2004 à la Berliner Immobilienmanagement GmbH, qui y créé le centre social et de santé de Moabit. Certains des bâtiments sont loués à des cabinets médicaux, à des antennes d'autres hôpitaux ou à diverses organisations telles que la Diakonie. En outre, une clinique de rééducation (Median Klinik (de)) et une maison de retraite (Pflegewerk Seniorencentrum Abendstern) se trouvent dans le bâtiment M sur le site.
Le centre de traitement des victimes de la torture est une institution du site qui fait l'objet d'une attention nationale.
Par ailleurs, l'Institut d'État de médecine légale et sociale (GerMed) et la médecine légale de la Charité sont implantés dans l'ancien institut pathologique de l'hôpital.
L'Office d'État de la santé et des affaires sociales de Berlin (de) y a également son siège depuis plusieurs années. Dans l'ensemble, plus d'emplois dans le secteur de la santé sont créés sur le site après sa fermeture en tant qu'hôpital que perdus en raison de la fermeture de 2001.

## Installations spéciales

### Institut bactériologique-sérologique
Bien qu'il ait été fondé en 1891, l'institut bactériologique n'a pas de médecin à plein temps jusqu'en 1906.

### Institut de radiologie
La première demande d'équipement d'examen radiographique de l'hôpital est faite en 1896 à la magistrature de Berlin. La réponse est hésitante, car les coûts d'acquisition sont très élevés. On se met d'accord pour louer un appareil, si bien qu'en 1897, seul un petit cabinet de radiologie voit le jour. En 1922, le conseiller secret Georg Klemperer aborde donc la question différemment : Il propose à Siemens & Halske de créer un institut de radiologie commun. À l'époque, la technique ne cesse de se développer, mais l'entreprise manque d'expérience pratique sur les patients. C'est ainsi qu'en 1923, un contrat est rédigé pour une durée allant jusqu'à fin 1932. Siemens s'engage à entretenir les installations de radiologie et la ville finance la transformation des locaux ainsi que l'approvisionnement en énergie. Après la transformation et l'extension de trois baraques, l'Institut Werner-Siemens pour la recherche en radiologie peut ouvrir ses portes en mars 1924. Le premier directeur de l'institut est autorisé à exercer une activité privée dans les locaux en dehors des heures de service officielles et doit pour cela verser des frais à la ville.
Le contrat entre l'entreprise et la ville est à nouveau prolongé en 1934 pour dix ans, mais dès 1939, un nouveau contrat pour un institut central de radiologie est présenté et accepté. Le projet prévoyait dix salles d'examen sur 2000 mètres carrés pour la thérapie en profondeur, l'irradiation à courte distance et à proximité, mais aussi l'artériographie. Le Charlottenburger Zeitung rapporte que la première clinique de radiologie d'Allemagne doit voir le jour et être achevée pour le congrès international de radiologie de 1940. La guerre retarde cependant les travaux de construction. Finalement, à la suite de dommages causés par les bombes en novembre 1943, tous les appareils sont déplacés dans des caves de radiologie et le travail de l'institut est arrêté en raison de la guerre. Un projet de déménagement de l'institut à Buch est néanmoins encore en discussion en juin 1944.
En 1953, le bureau de district de Tiergarten et Siemens-Reiniger-Werke (de) conclut un contrat dont le contenu est similaire à celui de 1923. Le pistolet au cobalt, une source de rayonnement radioactif pour le traitement du cancer, est installée en 1971. En raison de ses mérites dans le traitement des tumeurs, l'hôpital est encore déclaré centre anti-tumoral reconnu en 1985.

## Emplacement et architecture

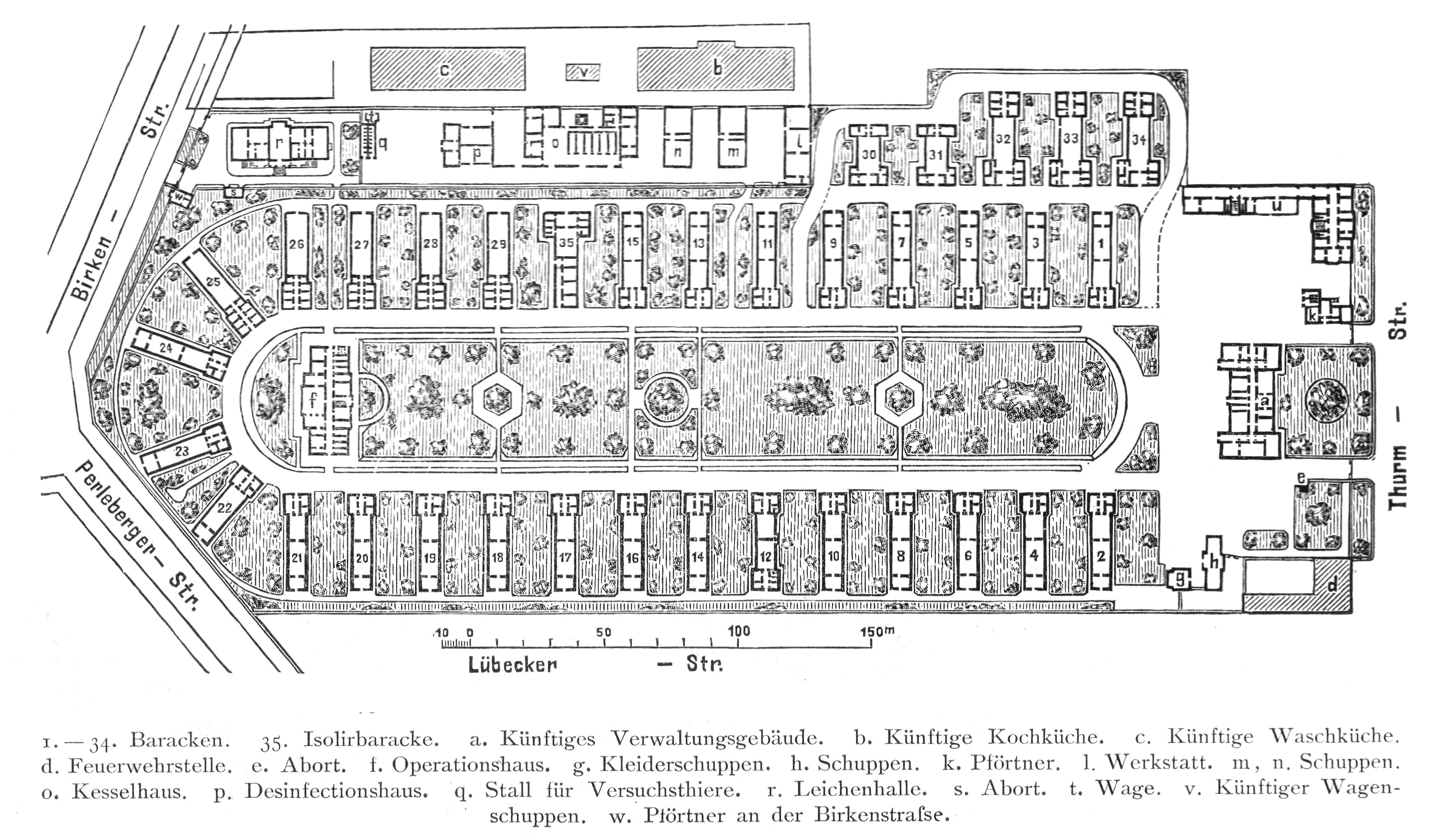
Plan du site de l'hôpital de 1896

La construction du centre d'épidémiologie au nord-ouest de Berlin est avant tout motivée par des raisons financières. Moabit est déjà suffisamment viabilisé pour faire face à la logistique, mais encore si peu peuplé qu'il est possible d'obtenir de grandes surfaces constructibles pour un prix modique. Une étude d'impact sur l'environnement et les habitants examine notamment la direction des vents dominants et les conditions du sol afin d'évaluer l'influence du lazaret sur son environnement.
L'installation initiale en 1872 dans un système de baraquements corresponde à la conception de l'hygiène de l'époque. Les patients sont séparés en fonction de la nature des maladies et placés dans des groupes plus petits. En cas d'épidémie, cela permet d'éviter la propagation à d'autres patients. Les baraques sont constituées de simples colombages en bois, les constructions plus massives sont en maçonnerie avec des parements en briques, les parties structurantes sont créées en terre cuite. Ces méthodes de construction et la disposition des baraques en forme de fer à cheval régulier peuvent être classées, sur le plan architectural, dans la catégorie de l'éclectisme sobre. Il ne reste plus aucune des baraques d'origine, car elles sont entièrement remplacées par des constructions en dur à partir de 1920.
Vers la fin de la Seconde Guerre mondiale, même les bâtiments en dur des débuts sont en grande partie détruits. Les quelques bâtiments qui sont conservés sont aujourd'hui classés monuments historiques, comme par exemple l'ancienne maison d'habitation du personnel et le foyer pour infirmières situé à l'entrée principale dans la Turmstraße.

## Médecins célèbres de l'établissement
- Moritz Borchardt (de) (emploi 1919-1933), chirurgien
- Werner Forssmann (emploi 1938-1939), a placé le premier cathéter cardiaque dans une auto-expérience
- Kurt Goldstein (emploi 1930-1933), neurologue et pionnier de la médecine psychosomatique
- Georg Groscurth (emploi 1934-1943), initiateur du groupe de résistance de l'Union européenne
- Ernst Haase (de) (emploi 1923-1932), thérapeute en toxicomanie
- Siegbert Joseph (de) (emploi 1919-1933), gynécologue
- Georg Klemperer (de) (emploi 1906-1933), interniste et pionnier de la psychosomatique
- Erich Leschke (de) (emploi 1931), interniste et homonyme du syndrome de Leschke (de)
- Max Marcus (de) (emploi 1920-1932), chirurgien
- Fritz Schiff (de) (emploi 1919-1920), bactériologiste bien connu, services de tests de groupes sanguins